# Ratpenat nasofoliat llistat
El ratpenat nasofoliat llistat (Macronycteris vittatus) és una espècie de ratpenat de la família dels hiposidèrids. Abans era considerat part de H. commersoni, que ara és considerat limitat a Madagascar. Viu a l'est i el sud d'Àfrica. A l'est d'Àfrica, viu a Etiòpia, Somàlia, Kenya, Zàmbia i Moçambic. Al sud d'Àfrica, viu a Zimbàbue, Botswana i Namíbia. També n'hi ha poblacions petites a l'oest i al centre d'Àfrica, a Angola, la República Centreafricana, a l'est de la República Democràtica del Congo, Guinea i Nigèria. Es troba sobretot a les sabanes amb arbres, però també viu als boscos humits tropicals de plana, coves i a altituds fins a 1.700 metres.